# Farbroller

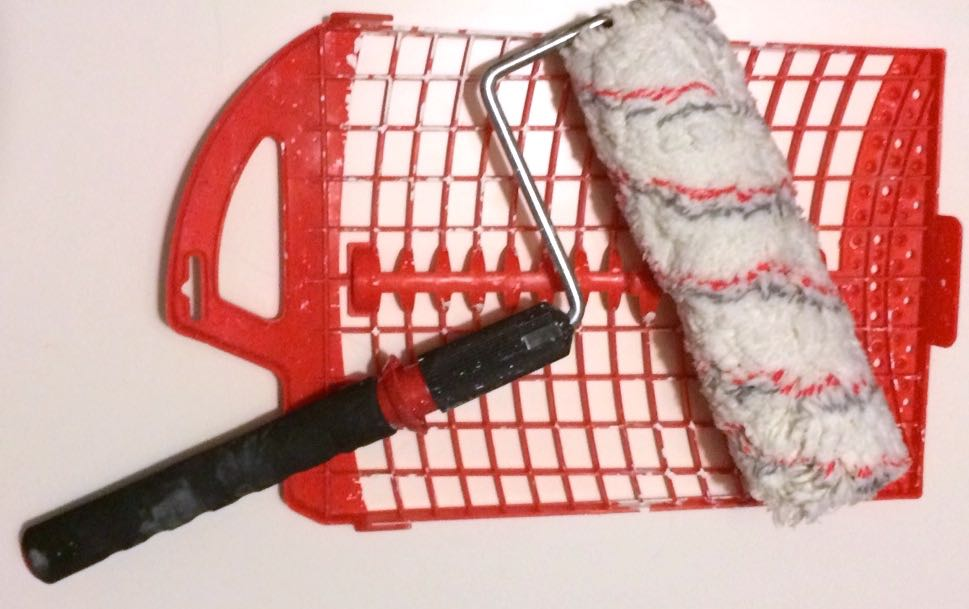
Farbroller mit Abstreifer

Ein Farbroller (auch Malerrolle oder Malerwalze) besteht aus einer bügelartig gebogenen Metallstange mit Griff und einer Walze zum Auftragen von Anstrichfarbe.
Mit Farbrollern werden bevorzugt große Flächen bearbeitet, da sie für einen gleichmäßigen Farbauftrag sorgen. An Fensterrahmen oder Rändern, bei denen saubere Abschlüsse gefordert sind, werden dagegen Pinsel oder Farbkissen verwendet. Der Kanadier Norman Breakey erfand den Farbroller 1940.

## Bauform
Farbroller werden in verschiedenen Walzenlängen ausgeführt. Üblicherweise kommen jedoch Längen zwischen 11 cm und 27 cm zum Einsatz.
Die meisten Griffe sind so konzipiert, dass sie sich problemlos auf eine längenverstellbare Teleskopstange aufstecken lassen.
Zum schnelleren Arbeiten werden auch elektrische Farbroller angeboten. Mithilfe einer Pumpe (batterie- oder kabelbetrieben) wird die Farbe direkt aus dem Farbeimer in die Walze gesaugt. Zur Anwendung kommt der elektrische Farbroller vor allem bei dünnflüssigen, wasserverdünnbaren Dispersionsfarben und Latexfarben. Ein sehr großes Problem bei diesen Versionen ist jedoch der Farbwechsel sowie das hohe Gewicht der Roller (durch die Farbe im oder am Roller). Außerdem arbeiten die meisten Systeme weder zuverlässig noch spritzsicher. 
Bei herkömmlichen Farbrollern werden an den Bügel austauschbare Rollen befestigt, die durch Eintauchen in Farbeimer mit Farbe versehen werden. Diese lassen sich leichter reinigen als Rollen mit Innenversorgung.
Farbrollerbesatze gibt es in unzähligen Variationen. Je nach Anwendungsgebiet kommen verschiedene Stoffe bzw. Felle, die sich zudem in der Florhöhe unterscheiden, zum Einsatz.

## Stoffarten
Als Bezug des Farbrollers, der die Wandfarbe aufnehmen und auf die Wand übertragen soll, kommen verschiedene Materialien mit entsprechenden Eigenschaften zum Einsatz:
- Lammfelle sollten ausgesuchte Naturfelle von höchster Güte sein. Sie stellen für den Maler nach wie vor den Spitzenbesatz bezüglich Saugfähigkeit, Farbhaltevermögen, Stehvermögen der Wollfasern und Deckvermögen dar. Es gibt keine Flusenbildung und der Stoff ist spritzarm. Bei richtiger Reinigung und Pflege ist das Lammfell sehr langlebig. Für beste Resultate sollten Lammfellroller vor dem Gebrauch in Wasser getaucht und dann auf einer trockenen, sauberen Oberfläche gerollt werden, bis sie trocken sind. So werden anfällig lose Wollfasern entfernt. Nach dem Gebrauch sollten sie sorgfältig mit lauwarmem Wasser ausgewaschen und hängend getrocknet und gelagert werden. Ein spezieller Farbroller-Reiniger[2] erleichtert die mühselige Handwäsche.
- Unter dem Handelsnamen Vestan werden Kunstfelle aus einer schweren Polyesterqualität mit hoher Saugfähigkeit vertrieben. Farbroller mit diesem Besatz werden vor allem für einfache Beschichtungen und als Einwegroller eingesetzt.
- Velours ist geeignet für alle zähflüssigen Anstrichmaterialien wie beispielsweise Ölfarben oder Lacke. Die Höhe des Flors ist größtenteils niedriger als bei Lammfell und variiert zwischen 4 mm und 25 mm.
- Schaumstoffbezüge kommen vorwiegend bei Lackarbeiten zum Einsatz, da sie aufgrund ihrer Feinporigkeit für einen sehr glatten Anstrich sorgen.
- Struktur- und Musterwalzen sind zumeist aus Gummi oder PVC, um das Auftragen von Mustern zu ermöglichen.[3]